# Ліпе (гміна)
Гміна Ліпе (пол. Gmina Lipie) — сільська гміна у південній Польщі. Належить до Клобуцького повіту Сілезького воєводства.
Станом на 31 грудня 2011 у гміні проживало 6490 осіб.

## Територія
Згідно з даними за 2007 рік площа гміни становила 99.07 км², у тому числі:
- орні землі: 63.00%
- ліси: 31.00%

Таким чином, площа гміни становить 11.14% площі повіту.

## Населення
Станом на 31 грудня 2011:
| Опис     | Загалом | Загалом | Чоловіки | Чоловіки | Жінки | Жінки |
| -------- | ------- | ------- | -------- | -------- | ----- | ----- |
| одиниця  | осіб    | %       | осіб     | %        | осіб  | %     |
| все      | 6490    | 100     | 3206     | 49.40    | 3284  | 50.60 |
| міське   | 0       | 100     | 0        |          | 0     |       |
| сільське | 6490    | 100     | 3206     | 49.40    | 3284  | 50.60 |

## Сусідні гміни
Гміна Ліпе межує з такими гмінами: Дзялошин, Кшепіце, Опатув, Понтнув, Попув, Рудники.